# Divizibilitate
În matematică noțiunea de divizor a apărut inițial în contextul aritmeticii numerelor întregi. Odată cu dezvoltarea inelelor, dintre care întregii sunt arhetipul, noțiunea originală de divizor a fost extinsă natural.
Divizibilitatea este un concept util pentru analiza structurii inelelor comutative din cauza relației sale cu structura idealelor unor astfel de inele.

## Exemple
În inelul numerelor întregi {\displaystyle R=\mathbb {Z} } fie elementele {\displaystyle a,b}.
- {\displaystyle a=4} este un divizor al lui {\displaystyle b=12}, deoarece la {\displaystyle 12/4=3} cu restul {\displaystyle 0} sau, exprimat diferit și mai potrivit pentru generalizare, există {\displaystyle x=3\in R} astfel încât {\displaystyle ax=b}.
- {\displaystyle a=4} nu este un divizor al lui {\displaystyle b=13}, deoarece la {\displaystyle 13/4=3} cu restul {\displaystyle 1} nu există nici un {\displaystyle x\in R} astfel încât {\displaystyle ax=b}.

În corpul numerelor reale {\displaystyle S=\mathbb {R} }, o extindere a numerelor întregi, avem
- {\displaystyle a=4} încă este un divizor al lui {\displaystyle b=12}, deoarece la {\displaystyle 12/4=3} există {\displaystyle x=3\in S} astfel încât {\displaystyle ax=b}.
- {\displaystyle a=4} devine un divizor al lui {\displaystyle b=13}, deoarece la {\displaystyle 13/4=3,25}, acesta este acum un număr real în {\displaystyle S} respectiv există {\displaystyle x=3,25\in S} astfel încât {\displaystyle ax=b}.

În inelul  de polinoame cu coeficienți întregi {\displaystyle R'=\mathbb {Z} [X]} avem
- {\displaystyle a=X+1} este un divizor al lui {\displaystyle b=X^{2}-1}, deoarece prin împărțirea polinomială {\displaystyle (X^{2}-1)/(X+1)=X-1} cu restul {\displaystyle 0} există {\displaystyle x=X-1\in R'} astfel încât {\displaystyle ax=b}.
- {\displaystyle a=X+3} nu este un divizor al lui {\displaystyle b=X^{2}-3}, deoarece la {\displaystyle (X^{2}-3)/(X+3)=X-3} cu restul {\displaystyle 6} nu există nici un {\displaystyle x\in R'} astfel încât {\displaystyle ax=b}. De fapt, se poate arăta că {\displaystyle b=X^{2}-3} nu are niciun divizor netrivial, ceea ce în acest caz înseamnă că polinomul de gradul al doilea {\displaystyle b} nu are divizori liniari, cum ar fi {\displaystyle a=X+3}.

În inelul  de polinoame cu coeficienți reali {\displaystyle S'=\mathbb {R} [X]}, o extindere a polinoamelor cu coeficienți întregi, avem 
- {\displaystyle a=X+1} încă este un divizor al lui {\displaystyle b=X^{2}-1}, deoarece la {\displaystyle (X^{2}-1)/(X+1)=X-1} există {\displaystyle x=X-1\in S'} astfel încât {\displaystyle ax=b}.
- {\displaystyle b=X^{2}-3} are divizori netriviali, explicit {\displaystyle {\tilde {a}}=X+{\sqrt {3}}}, deoarece la {\displaystyle (X^{2}-3)/(X+{\sqrt {3}})=X-{\sqrt {3}}} există {\displaystyle {\tilde {x}}=X-{\sqrt {3}}\in S'} astfel încât {\displaystyle {\tilde {a}}{\tilde {x}}=b}. De observat că {\displaystyle a=X+3} tot nu este un divizor al lui {\displaystyle b=X^{2}-3}, din același motiv ca la {\displaystyle R'=\mathbb {Z} [X]} de mai sus.

Aceste exemple ilustrează faptul că noțiunea de divizibilitate nu depinde numai de elementele {\displaystyle a} și {\displaystyle b} în sine, ci și de contextul structurii algebrice a unui inel de care aparțin {\displaystyle a,b} și operația de înmulțire. În general, divizibilitatea se conservă în extinderi, unde poate fi dobândită mai multă divizibilitate.

## Definiție
Fie R un inel (în acest articol, se presupune că inelele au elementul 1) și a și b elemente ale lui R . Dacă există un element x în R cu ax = b, se spune că a este un divizor la stânga al lui b, iar acel b este un multiplu la dreapta al lui a. Similar, dacă există un element y în R cu ya = b, se spune că a este un divizor la dreapta al lui b, iar acel b este un multiplu la stânga lui a. Se spune că a este un divizor al lui b dacă este atât un divizor la stânga, cât și un divizor la dreapta al lui b; variabilele x și y de mai sus nu trebuie să fie egale.
Când R este comutativ, noțiunile de „divizor la stânga” și „divizor la dreapta” coincid, așa că se spune simplu că a este un „divizor” al lui b, sau că acel b este un multiplu al lui a, și se scrie {\displaystyle a\mid b}. Elementele a și b ale unui domeniu de integritate sunt asociate dacă există atât {\displaystyle a\mid b} cât și {\displaystyle b\mid a}. Relația de asociere este o relație de echivalență pe R, deci împarte R în clase de echivalență⁠(d) disjuncte.

## Proprietăți
Enunțurile despre divizibilitatea într-un inel comutativ R pot fi traduse în enunțuri despre ideale principale. De exemplu,
- {\displaystyle a\mid b} dacă și numai dacă {\displaystyle (b)\subseteq (a)}.
- Elementele a și b sunt asociate dacă și numai dacă {\displaystyle (a)=(b)}.
- Un element u este o unitate⁠(d) dacă și numai dacă u este un divizor al fiecărui element din R.
- Un element u este o unitate dacă și numai dacă {\displaystyle (u)=R}.
- Dacă {\displaystyle a=bu} pentru o unitate u, atunci a și b sunt asociate. Dacă R este un domeniu de integritate, atunci reciproca este adevărată.
- Fie R un domeniu de integritate. Dacă elementele din R sunt total ordonate după divizibilitate, atunci R se numește inel de valuare⁠(d).

Mai sus {\displaystyle (a)} este idealul principal al {\displaystyle R} generat de elementul {\displaystyle a}.

## Zero ca divizor și ca divizor al lui zero
- Unii autori cer ca definiția divizorului a să conțină faptul că divizorul trebuie fie diferit de zero, dar acest lucru face ca unele dintre proprietățile de mai sus să eșueze.
- Dacă se interpretează definiția divizorului literal, orice a este un divizor al lui 0, deoarece se poate lua x = 0. Din această cauză tradițional se abuzează de terminologie făcând o excepție pentru divizorii lui zero: un element a dintr-un inel comutativ se numește divizor al lui zero dacă există un x nenul astfel încât ax = 0.[2]